# Nyctimantis arapapa
Nyctimantis arapapa è una specie di rana appartenente alla famiglia delle Hylidae. 
È una specie endemica del Brasile, tra il fiume Paraguaçu e il Rio das Contas. Il suo habitat naturale sono le foreste tropicali o subtropicali umide. I maschi adulti di questa specie reggiungono massimo i 58 mm di lunghezza totale.
Il nome arapapa deriva dal tupi Arapapá una parola che indica la specie Cochlearius cochlearius, riferendosi al muso della rana che assomiglia molto a quella di quest'ultima specie d'uccello.